# Bagolyszakállas

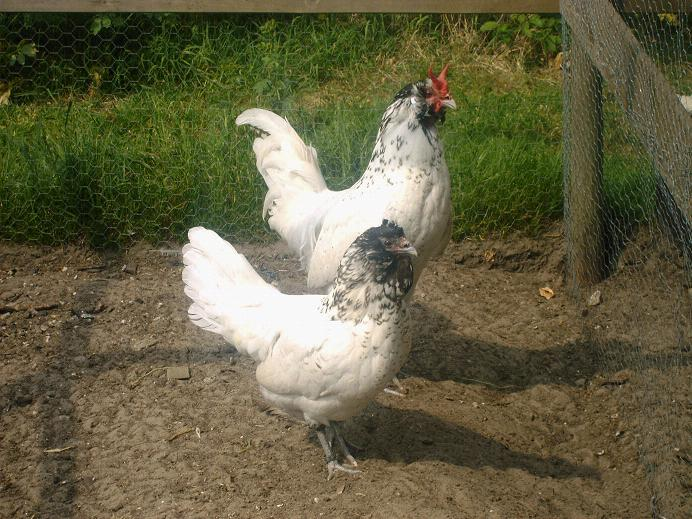
Bagolyszakállas pár.

A bagolyszakállas régi holland tyúkfajta. 

## Fajtatörténet
Tanyasi és bóbitás fajtákból tenyésztették ki.

## Fajtabélyegek, színváltozatok
Széles, közepesen hosszú hát. Válla széles, kockás. Szárnyak erősen fejlettek, gyengén testhez simuló. Nyereg lehetőleg széles legyen. Farktollazat telt, jól fejlett. Melltájék széles, kissé hetykén tartott. Arca piros, részben a szakáll eltakarja. Taraja V alakú szarvtaraj típus, hasonló a La Fleche fajtáéhoz. Toroklebeny kicsi, eltakarja a szakáll. Füllebenyek kicsik, fehérek, eltakarja a szakáll. Szemek nagyok, élénkek, barnásvörös, vörös. Csőre közepesen hosszú, erős, a hegyénél görbült. Szakáll telt, gazdagon tollazott; áll- és pofaszakáll. Feje kicsi. Csüd közepesen hosszú. 
Színváltozatok: Fekete, fehér, kék-sávozott, ezüstlakkozott, aranylakkozott, feketefejű-fehér, feketefejű-aranybarna.

## Tulajdonságok
Érdekessége a szarvtípusú taraja. Erős tanyasi fajta, lekerekített forma. 
| Általános tulajdonságok: | Általános tulajdonságok:  |
| ------------------------ | ------------------------- |
| Tömege                   | kakas 2,5 kg, tojó 1,8 kg |
| Gyűrűmérete              | kakas 18, tojó 16         |
| Tenyésztojás tömege      | 55 g                      |
| Tojáshéj színe           | fehér                     |
| Éves tojáshozama         | 160 db                    |